# Estación de Torrelapaja
Torrelapaja fue una estación de ferrocarril situada en el municipio español de Torrelapaja, provincia de Zaragoza, que formaba parte del histórico ferrocarril Santander-Mediterráneo. En la actualidad el antiguo recinto ferroviario se encuentra abandonado y fuera de servicio uso.

## Situación ferroviaria
Las instalaciones se encontraban situadas en el punto kilométrico 43,880 de la línea férrea de ancho ibérico Santander-Mediterráneo, a 1002 metros de altitud sobre el nivel del mar.

## Historia
Construida por la Compañía del Ferrocarril Santander-Mediterráneo, entraría en servicio en octubre de 1929 con la inauguración del tramo Soria-Calatayud. En su momento llegó a disponer de cuatro vías de servicio, un edificio de pasajeros, aguada y un almacén. En 1941, con la nacionalización de los ferrocarriles de ancho ibérico, las instalaciones pasaron a manos de RENFE. Tras entrar en declive, hacia 1975 la estación fue rebajada de categoría y reclasificada como apeadero. Las instalaciones dejaron de prestar servicio con la clausura al tráfico de la línea Santander-Mediterráneo en enero de 1985. En la actualidad el edificio de viajeros se encuentra sin uso y abandonado. 